# Eustache Le Cordelier
Eustache Le Cordelier, mort  le 7 août 1291, est un évêque de Coutances du XIIIe siècle. Il serait un neveu d'Eudes Rigaud, archevêque de Rouen.

## Biographie
Après la mort de Jean d'Essay en 1274 le siège de Coutances reste vacant jusqu'à 1282, lorsque Eustache, un cordelier de Rouen, est nommé évêque. Frère Eustache est gardien des cordeliers à Rouen et chapelain du pape.

## Source
- Histoire des évêques de Coutances, 1839.